# Farkas István (író)
Farkas István (előneve?: Kőszegi; írói álneveiː N. Nicoll, Stephen J. Wolff, Stewen Woolf, Steven Wolf, Kőszegi-Farkas István, F. Kőszegi István, Sidonius; fordítóként: Kőszegi István, Bocsor Elemér?; (Pinkafő, 1895. február 21. – Wellington, Új-Zéland, 1976. január 23.) szélsőjobboldali újságíró, író.

## Élete
Érettségi után jelentkezett a császári és királyi haditengerészetbe. Részt vett az első világháborúban. Szolgálata közben súlyosan megsebesült. Mindszenty József, akkoriban apátplébános napilapjában kezdte meg újságírói pályáját, és mint a Magyarság és a Pesti Újság munkatársa tagja lett a Sajtókamarának. Felgyógyulása után különböző nemzetiségű kereskedelmi hajókon szolgált. Útjaival kapcsolatosan riportokat, novellákat írt, több ponyvaregénye jelent meg saját és különféle álneveken. Ezek egy részének hangvétele miatt szerepelt a II. világháború után a betiltott könyvek listáján. Felesége Csendes Erzsébet, leányuk Farkas Edit Erzsébet meteorológus. 1945-ben korábbi magatartása miatt Ausztriába menekült. Öt évig romeltakarítóként illetve más építőipari segédmunkásként dolgozott, eközben Salzburgban a Sorsunk illetve a Helyzet címmel emigráns lapot szerkesztett. Családjával 1949-ben vándorolt ki Új-Zélandba, ahol Wellingtonban telepedtek le. Megszervezte az Új-Zélandi Nemzeti Könyvtár folyóiratosztályát. A nyugati emigráns magyar lapokban Kőszegi-Farkas István, Sidonius, Steven Wolf néven publikált (pl. Új Hungária, Pásztortűz, Magyar Könyvbarátok, Kárpát, Katolikus Magyarok Vasárnapja, Délamerikai Magyar Hírlap, Új Európa). 1971-től a clevelandi Árpád Akadémia tagja volt.

## Művei
- Stephen J. Wolff: Hauma – kalandos regény az óperzsa titkok rejtelmes világából, A Magyarság könyve 2., Magyarság, Budapest, 1927, 192 oldal; Talentum, Budapest, 2004, 188 oldal
- Az öt arc rejtélye – Regény a nagy sivatag misztériumából, A Magyarság könyve 8., Magyarság, Budapest, 1928, 188 oldal
- Farkas István: Asszonyok szigete (A. E. Johann: 40.000 kilométer az ismeretlen Ázsián keresztül c. regényével egy kötetben), Dante Budapest, 1932
- Szabó Pali, az Északi Sark remetéje, ifjúsági regény, Budapest, 1933
- N. Nicoll:[7] A csodálatos szobor, Pesti Hírlap könyvek 342., Légrády, Budapest, 1934, 191 oldal
- Csejthe vár véres asszonya, Gong – A Mai Nap könyvtára 6., Budapest, 1936
- A befalazott várúrnő, Gong – A Mai Nap könyvtára 27., Budapest, 1936
- A Pókai-fiúk, Gong – A Mai Nap könyvtára 56., Budapest, 1937
- A bosszúállás köve,[8] Új Élet regénytár 42., Budapest, 1937
- A kék halál pálmafái, Új Élet regénytár 52., Budapest, 1938
- Stewen Woolf: A tenger farkasai, Új Élet regénytár 59., Budapest, 1938[9]
- A sirály[3]
- Santa Maria – Regényes epizód Kolumbus felfedező útjaiból, Magyar Nők Könyvtára, Muzsa Könyvkiadó Vállalat, 223 oldal
- A hét kalóz kincse, Új Élet regénytár 149., Budapest, 1940
- A ködbeborult Anglia, Budapest, 1940
- Hét tenger csavargója, A Széchenyi R.-T. 3 P. 33 Filléres Regényei, Széchenyi Irodalmi és Művészeti R.-T., Budapest, 1941, 282 oldal
- Franco életrajza, Budapest, 1942?
- A levegő titánjai, Budapest, 1942 (Atn. és bev. Bocsor Elemér)
- A titokzatos Távol-Kelet háborúja, Új Magyar Út, Budapest, 1942, 93 oldal
- A kék sugarak szigete, ifjúsági regény, Budapest, 1942
- A Lisina halottjai,  Budapest, 1943
- Az égbolt lovagjai, A Centrum filléres, füzetes könyvei, Centrum, Budapest, 1943,[10] 46 oldal
- A Kék Gomb Társulat, ifjúsági regény, Centrum, Budapest, 1944, a rajzokat készítette Lonkay Antal, 188 oldal
- F. Kőszegi István: A törökbükk, kisregény, Amerikai Magyar Kiadó, München, 1958, 84 oldal
- F. Kőszegi István: Új otthonunk völgye ... – történet az újzélandi telepesek életéből, regény, Amerikai Magyar Kiadó, Köln, 1958, 93 oldal
- Kőszegi-Farkas István: Az ács, regény, München, Új Hungária, 1963, 126 oldal

A ködbeborult Anglia, Franco életrajza, A levegő titánjai, Az égbolt lovagjai, A titokzatos Távol-Kelet háborúja valamint A Lisina halottjai című könyveit az ideiglenes nemzeti kormány 530/945. ME. rendelete alapján mint fasiszta szellemiségű műveket megsemmisítették.

## Műfordításai[11]
- Günther Prien: Életutam Scapa Flowig, Stádium Sajtóvállalat Rt., Budapest, 1941, 203 oldal; Tengerek szürke farkasa - Életutam Scapa Flow-ig (Mein Weg nach Scapa Flow) címmel, utószó: Rázsó Gyula, Szelle, Budapest, 1995, 257 oldal;, utószó: Rázsó Gyula, Auktor, Budapest, 2011, 257 oldal

Kőszegi István néven:
- Leo Perutz: 9 - 9, Rózsaszín regények 27., Singer Wolfner, Budapest, 1929, 191 oldal